# Liste der Monuments historiques in La Ferté-sous-Jouarre
Die Liste der Monuments historiques in La Ferté-sous-Jouarre führt die Monuments historiques in der französischen Gemeinde La Ferté-sous-Jouarre auf.

## Liste der Objekte
| Bezeichnung | Beschreibung | Standort | Kennzeichnung | Schutzstatus | Datum | Bild |
| --- | --- | --- | ------------- | ------------ | ----- | ---- |
| Glocke | Bronzeglocke von der Glockengießer Brokat die im Jahr 1751 gegossen wurde.                                                                        | In der Kirche St-Denis-St-Étienne (Lage)                                                                            | PM77000651    | Classé       | 1942  |      |
| Gemälde Die Allegorie des Krieges von 1870 zur Unterstützung Frankreichs und zur Vertreibung des kaiserlichen Regimes | Ölgemälde des Malers Léon Glaize das den Triumph der Republik Frankreich darstellt wurde zwischen im Zeitraum von 1884 bis 1891 hergestellt.      | Am Treppenaufgang im Rathaus der Gemeinde La Ferté-sous-Jouarre (Lage)                                              | PM77002152    | Classé       | 1996  |      |
| Skulptur Madonna und Kind                                                                                             | Stein, 14. Jahrhundert | In der Kirche St-Denis-St-Étienne (Lage)                                                                            | PM77000650    | Classé       | 1908  |      |
| Glocke | Bronzeglocke des Glockengießers J. F. Despois die im Jahr 1778 gegossen wurde.                                                                    | In der Kirche St-Denis-St-Étienne (Lage)                                                                            | PM77000652    | Classé       | 1942  |      |
| Gemälde Esther vor Ahasveros                                                                                          | Ölgemälde aus dem 17. Jahrhundert. | In der Kirche St-Denis-St-Étienne am Kirchenpfeiler der das Kirchenschiff vom nördlichen Seitenschiff trennt (Lage) | PM77000653    | Classé       | 1948  |      |
| Zaun des Chores und der Seitenkapellen                                                                                | Ein geschmiedetes Eisengitter vor dem Abendmahlstisch und Zaun zwischen den beiden Seitenkapellen. In der Mitte des 18. Jahrhunderts hergestellt. | In der Kirche St-Denis-St-Étienne (Lage)                                                                            | PM77000654    | Classé       | 1976  |      |
| Gemälde Delilahs Verrat                                                                                               | Ölgemälde von Léon Glaize, nach 1850 hergestellt.                                                                                                 | Am Treppenaufgang im Rathaus der Gemeinde La Ferté-sous-Jouarre (Lage)                                              | PM77002153    | Classé       | 1996  |      |
| Zwei Skulpturen Hl. Vincent Ferrier und Hl. François-Xavier                                                           | Holzskulpturen aus dem 17. Jahrhundert die bemalt und teilweise vergoldet wurden.                                                                 | Zu beiden Seiten des Chores in der Kirche St-Denis-St-Étienne (Lage)                                                | PM77004563    | Inscrit      | 1986  |      |
| Kirchenbänke | Das Kirchengestühl aus Holz befindet sich im ersten Teil des Chores in zwei Reihen. Gefertigt im 19. Jahrhundert.                                 | Im Chor der Kirche St-Denis-St-Étienne (Lage)                                                                       | PM77002327    | Inscrit      | 1977  |      |